# Mariano N. Santos
Mariano N. Santos fue un abogado profesor y político peruano. 
En 1892, cuando Simón Barrionuevo se hace cargo de la rectoría del Colegio Nacional de Ciencias y Artes del Cusco, Santos lo acompaña como profesor de la institución. Ese mismo año fue elegido diputado suplente por la provincia de Anta. Su mandato se vio interrumpido por la Guerra civil de 1894. 